# حصن بشر (حورة)
'

تعديل مصدري - تعديل

حصن بشر هي إحدى قرى عزلة حوره بمديرية حورة التابعة لمحافظة حضرموت، بلغ تعداد سكانها 129 نسمة حسب تعداد اليمن لعام 2004.